# 週刊とれたてトレンド
『週刊とれたてトレンド』は、2013年4月5日から福井テレビで放送されている情報番組である。最初は『おかえりなさ〜い』のコーナーとして放送されていたが、2013年4月5日に単独番組化された。
主にTSUTAYAランキング（CDアルバムレンタル部門など）やプロモーションビデオなどを紹介している。また、いいものプレミアムなども放送している。

## 出演者
現在
- 金谷有希子（2014年4月～）

過去
- 塩見泰子（当時・福井テレビアナウンサー）（2013年4月5日～2014年3月）

## 放送時間
- 金曜 10:30 - 10:55